# تپه لک
تپه لک مربوط به سدهٔ ۲ و ۴ ه.ق است و در شهرستان اورمیه، بخش نازلو، روستای لک واقع شده و این اثر در تاریخ ۲۷ مرداد ۱۳۸۲ با شمارهٔ ثبت ۹۶۹۸ به‌عنوان یکی از آثار ملی ایران به ثبت رسیده است.